# Бате Дечко и Марийчето
„Бате Дечко и Марийчето“ е български 6-сериен телевизионен игрален филм от 1968 година по сценарий и режисура на Мария Василева. Оператор е Стойко Апостолов. Музиката във филма е на композитора Петър Ступел. Художник е Борис Димовски.
Първи филм от тв сериала „Бате Дечко и Марийчето“ .

## Серии
- 1. серия – „Магията на Бате Дечко“ – 12 минути
- 2. серия – „Домашна работа“ – 12 минути
- 3. серия – „Писмото“ – 13 минути
- 4. серия – „Най-дългата и най-късата приказка“ – 12 минути
- 5. серия – „Урокът на Бате Дечко“ – 12 минути
- 6. серия – „Посещението“ – 12 минути [2].

## Актьорски състав
| Роля       | Изпълнител       |
| ---------- | ---------------- |
| бате Дечко | Никола Анастасов |
| Марийчето  | Мария Николаева  |
| майката    | Нели Динева      |
| бащата     | Илия Божилов     |